# Mateusão
Mateus Dias Lima, noto con lo pseudonimo Mateusão (Três Marias, 23 aprile 2004), è un calciatore brasiliano, attaccante dell'Shabab Al-Ahli.

## Carriera

### Club
Nato a Três Marias Mateusão ha iniziato la sua carriera con l'América Mineiro prima di trasferirsi al Flamengo il 29 aprile 2019.
Il 3 giugno 2020 ha firmato il suo primo contratto da professionista con il club rossonero, valido fino ad aprile 2025.
Ha esordito fra i professionisti con il Flamengo il 2 marzo 2021, sostituendo Yuri de Oliveira al 76 'nella vittoria casalinga per 1-0 nel Campeonato Carioca contro il Nova Iguaçu. Il 19 agosto dell'anno successivo rinnova il contratto fino al 2027.
Il 22 luglio 2023 si è trasferito a titolo definitivo all'Shabab Al-Ahli.

### Nazionale
Ha giocato nella nazionale brasiliana Under-15.

## Statistiche

### Presenze e reti nei club
Statistiche aggiornate al 18 agosto 2023.
| Stagione        | Squadra         | Campionato      | Campionato | Campionato | Coppe nazionali | Coppe nazionali | Coppe nazionali | Coppe continentali | Coppe continentali | Coppe continentali | Altre coppe | Altre coppe | Altre coppe | Totale | Totale | Totale |
| Stagione        | Squadra         | Comp            | Pres       | Reti       | Comp            | Pres            | Reti            | Comp               | Pres               | Reti               | Comp        | Pres        | Reti        | Pres   | Reti   |        |
| --------------- | --------------- | --------------- | ---------- | ---------- | --------------- | --------------- | --------------- | ------------------ | ------------------ | ------------------ | ----------- | ----------- | ----------- | ------ | ------ | ------ |
| 2021            | Flamengo        | A/RJ+A          | 2+0        | 0          | CB              | 0               | 0               | CL                 | 0                  | 0                  |             | -           | -           | 2      | 0      |        |
| 2022            | Flamengo        | A/RJ+A          | 1+8        | 0          | CB              | 0               | 0               | CL                 | 0                  | 0                  |             | -           | -           | 9      | 0      |        |
| 2023            | Flamengo        | A/RJ+A          | 6+0        | 0          | CB              | 0               | 0               | CL                 | 0                  | 0                  | RS          | 1           | 0           | 7      | 0      |        |
| Totale carriera | Totale carriera | Totale carriera | 12         | 0          |                 | 3               | 0               |                    | 3                  | 0                  |             | -           | -           | 18     | 0      |        |

## Palmarès

### Club

#### Competizioni nazionali
- Coppa del Brasile: 1

Flamengo: 2022
- Supercoppa degli Emirati Arabi Uniti: 2

Shabab Al-Ahli: 2023, 2024
- Campionato emiratino: 1

Shabab Al-Ahli: 2024-2025

#### Competizioni internazionali
- Coppa Libertadores: 1

Flamengo: 2022